# R.U.R.
R.U.R. (sigla di Rossumovi univerzální roboti, traducibile come "I robot universali di Rossum") è un dramma utopico fantascientifico in un prologo e tre atti dello scrittore ceco Karel Čapek (1890-1938), pubblicato nel 1920 e messo in scena al Teatro nazionale di Praga il 25 gennaio 1921. Assieme a Noi di Evgenij Zamjatin si tratta di una delle prime distopie letterarie.
In quest'opera per la prima volta compare il termine robot, inventato dal fratello dello scrittore ceco, Josef Čapek, per designare l'operaio artificiale sulla base della parola ceca robota ("corvée, lavoro faticoso, servitù"), trasformata da femminile a maschile.  In seguito, il fortunatissimo termine robot prese ad indicare soprattutto organismi meccanici, mentre i robot di Čapek sono in realtà umanoidi organici, prodotti da quella che in seguito si sarebbe definita ingegneria genetica, malgrado la procedura di costruzione degli androidi di Rossum appaia descritta in termini piuttosto anacronistici: si parla di macchine per impastare e di tini per il trattamento di protoplasma chimico. In italiano il termine si è affermato piuttosto tardi, dopo essere stato a lungo in concorrenza con numerose varianti (roboto/robotessa, robotins, robots).
Il grande successo dell'opera è testimoniato dall'immediata traduzione in tedesco e poi in molte altre lingue e dalle messe in scena a New York (1922), Berlino e Vienna (1923), Londra e Parigi (1924) etc., che hanno favorito l'introduzione della parola robot in quasi tutte le lingue del mondo. In occasione della rappresentazione londinese è stato messo in vendita il giocattolo Robert the Robot, poi destinato a un grande successo in America. In Italia l'opera ha invece avuto un'accoglienza difficile, anche se ha influenzato diversi scrittori italiani (ad esempio Ruggero Vasari), perché come ha scritto Silvio d’Amico “dal punto di vista estetico, nelle sue nitide costruzioni sceniche il nostro gusto latino avverte un quid di meccanico, che in un certo modo le raggela". È stata tradotta per la prima volta solo nel 1929 e rappresentata prima a Napoli nel 1928 e poi a Firenze all’Accademia dei Fidenti nel 1933.

## Trama

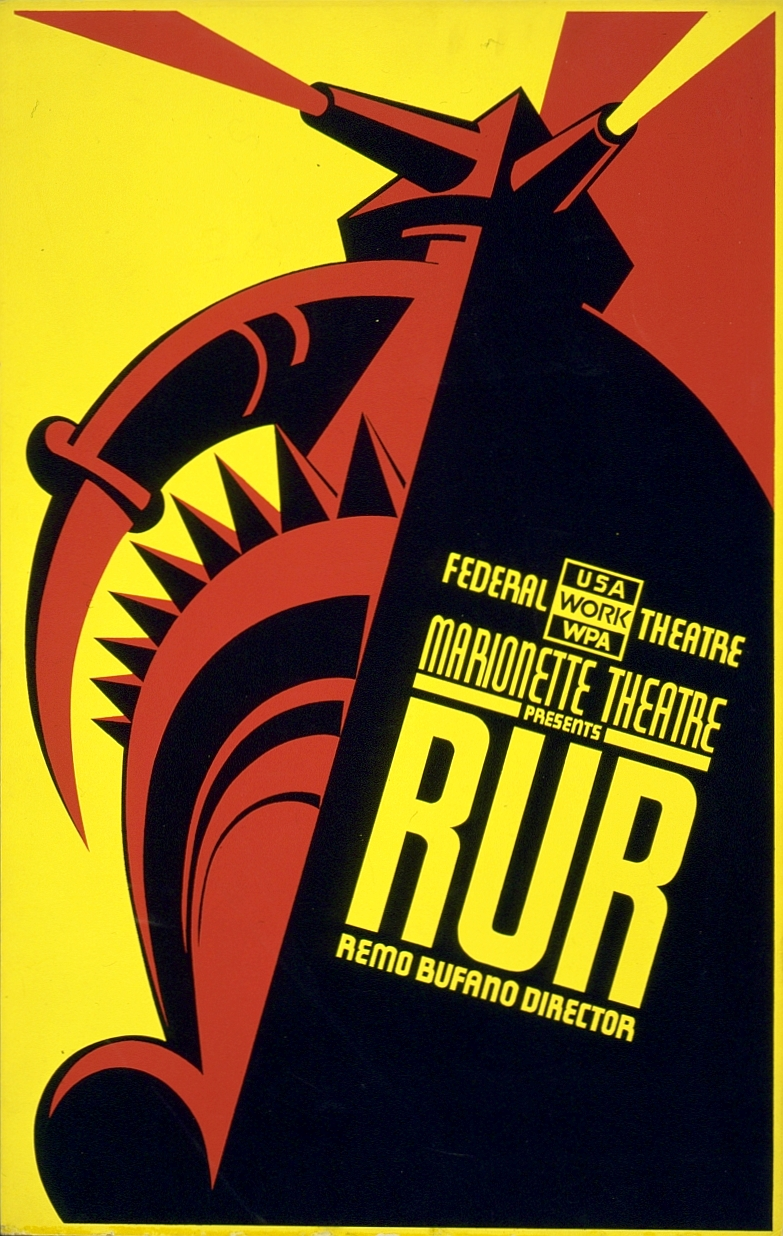
Locandina per una rappresentazione del dramma negli Stati Uniti alla fine degli anni trenta

I robot, costituiti interamente da materia organica e simili agli esseri umani, vengono costruiti nella fabbrica fondata dal dottor Rossum  (rozum vale in ceco intelletto/ragione), ubicata su un'isola sperduta in mezzo all'oceano. Nella contrapposizione tra il "vecchio Rossum" e il "giovane Rossum", Čapek ha rappresentato il passaggio al lavoro meccanizzato e la riduzione dell’uomo a mera funzione lavorativa caratteristica dell'età industriale. L'utopia di Domin, l'incauto demiurgo della Rossum, è quella di liberare l'umanità dalla schiavitù della fatica fisica. Ma gli effetti sono catastrofici, l'umanità non ne trae alcun giovamento, affonda nel vizio e nell'indolenza, e le nascite iniziano a calare in modo preoccupante.
I robot, ormai diffusi in tutto il mondo, iniziano a ribellarsi ai loro creatori e a sterminarli. Quando la moglie di Domin, con intuito e determinazione femminili, distrugge i manoscritti che contengono le istruzioni per la fabbricazione degli androidi, è ormai tardi: i robot hanno ormai conquistato la Terra. Dopo la drammatica uccisione degli ultimi uomini sopravvissuti nella fabbrica e i fallimentari tentativi dell'ultimo erede del genere umano di riscoprire la formula della loro fabbricazione, due robot iniziano a manifestare sentimenti umani e sembrano così riportare la vita sulla terra ("... e la vita non perirà!").

## Filmografia
L'opera di Čapek ha chiaramente influenzato il film Metropolis di Fritz Lang (1927), come ha sottolineato all'epoca H.G. Wells, e ispirato alla storia di Čapek è anche il soggetto del film sovietico del 1935 dal titolo Gibel sensatsii (Гибель сенсации), nel quale i robot portano un'evidente sigla "RUR" sul petto, anche se il drammaturgo non viene citato nei crediti del film e la trama non presenta somiglianze se non nel tema generale della creazione di esseri artificiali.  La scritta "RUR" sul petto aveva peraltro già contraddistinto uno primi "uomini d'acciaio", il Robot Eric, che nel 1928 era stato presentato con grande successo in varie città europee. Karel Čapek ha invano protestato contro la trasformazione dei suoi esseri artificiali in robot meccanici, come codificato in questo film, nel testo L’autore dei robot si difende, pubblicato di recente anche in traduzione italiana.
Nel 1938 la televisione britannica BBC trasmise in bianco e nero una messa in scena dal vivo di R.U.R. della durata di 35 minuti, tra i primissimi esempi di fantascienza in televisione.

## Nella cultura di massa
Nel 2020 la fumettista ceca Kateřina Ćupová ha realizzato un adattamento come graphic novel, pubblicato in Italia nel 2022 con il titolo di RUR.

## Traduzioni italiane
- R.U.R. Commedia utopista in 4 atti, presentazione di L. Gigli, «Il dramma», 1929 (V), 68, pp. 9–42.
- R.U.R. L'affare Makropulos, traduzione di G. Mariano, nota di A.M. Ripellino, Torino, Einaudi, 1971, pp. 5–89.
- R.U.R. (Rossums universal robots). Da dove nacque la progenie del Cyborg, a cura di Vanni de Simone, Bologna, ES/Synergon, 1995.
- R.U.R. (Rossum's Universal Robots), a cura di Vanni de Simone, Milano, Francesco Bevivino editore, 2006.
- R.U.R. Rossum's Universal Robots, Edizioni Scudo, 2011 (ebook).
- R.U.R. Rossum's Universal Robots, a cura di A. Catalano, Venezia, Marsilio 2015.
- RUR Rossum's Universal Robots, a cura di G. Legnani, Cinisello Balsamo, SIRI 2021. ISBN 9788894633207, Edita in occasione del centenario della prima rappresentazione dell'opera originaria.